# Francis McNeirny

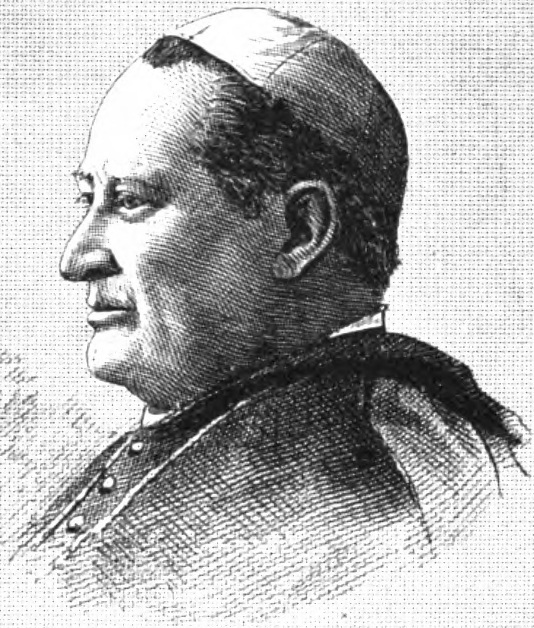
Bischof Francis McNeirny

Francis McNeirny (* 25. April 1828 in New York City, USA; † 2. Januar 1894 in Albany) war Bischof von Albany.

## Leben
Francis McNeirny besuchte von 1841 bis 1849 das Collège de Montréal. Anschließend studierte McNeirny Philosophie und Katholische Theologie am Grand seminary of Montreal. Er empfing am 17. August 1854 durch den Erzbischof von New York, John Joseph Hughes, das Sakrament der Priesterweihe.
Francis McNeirny wurde Kurat an der St. Patrick’s Cathedral in New York City, Zeremoniar und Privatsekretär von Erzbischof John Joseph Hughes. 1857 wurde er Kanzler des Erzbistums New York und Pfarrer der Pfarrei St. Mary in Rondout.
Am 22. Dezember 1871 ernannte ihn Papst Pius IX. zum Titularbischof von Rhesaina und bestellte ihn zum Koadjutorbischof von Albany. Der Erzbischof von New York, John McCloskey, spendete ihm am 21. April 1872 in der St. Patrick’s Cathedral in New York City die Bischofsweihe; Mitkonsekratoren waren der Bischof von Portland, David William Bacon, und der Bischof von Brooklyn, John Loughlin.
Francis McNeirny wurde am 12. Oktober 1877 in Nachfolge des zurückgetretenen John Joseph Conroy Bischof von Albany.